# Grimisuat
Grimisuat (en alemán Grimseln) es una comuna suiza del cantón del Valais, situada en el distrito de Sion. Limita al norte con la comuna de Arbaz, al este con Ayent, al sur con Sion, y al oeste con Savièse.